# Goudsche Machinale Garenspinnerij

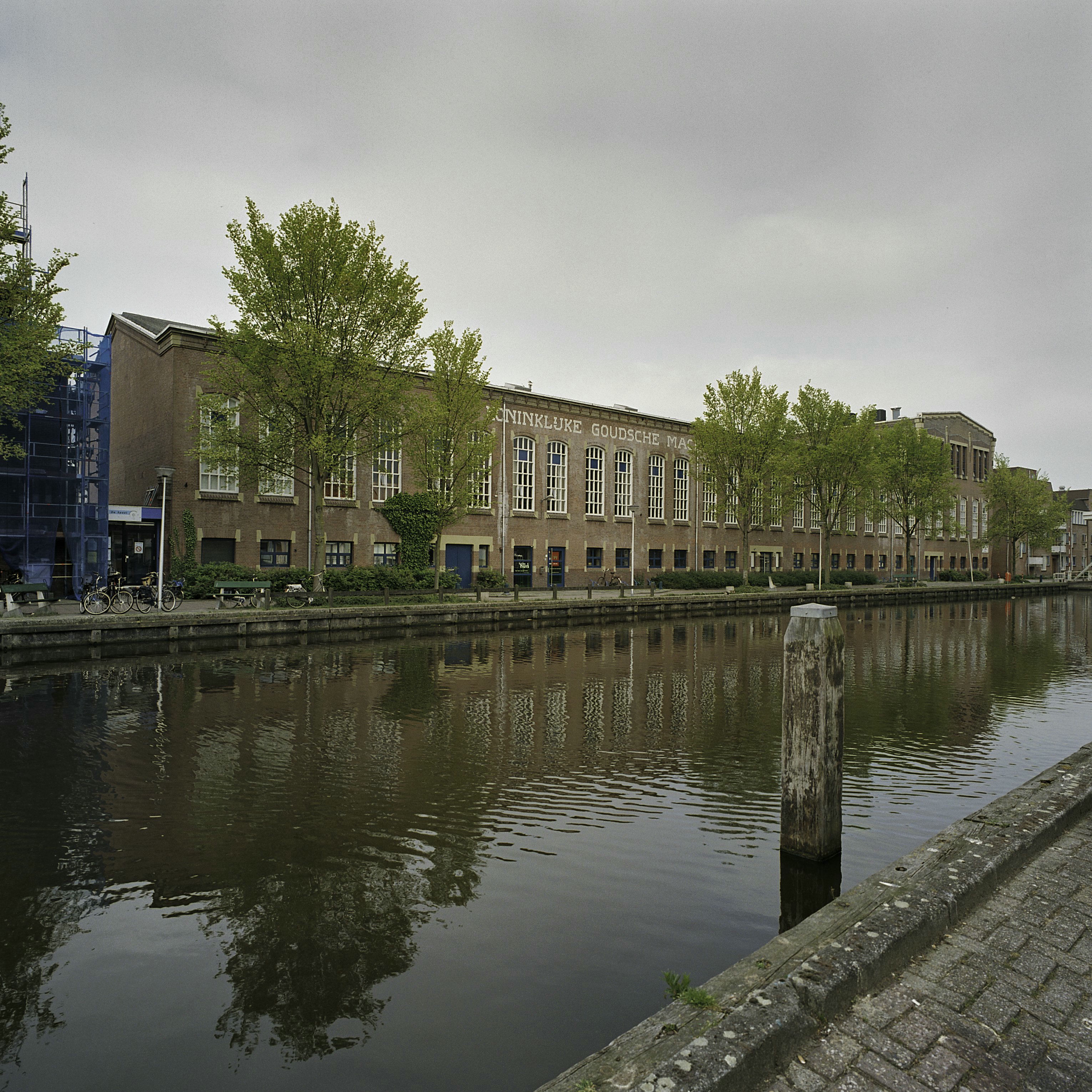
Garenspinnerij in 2004

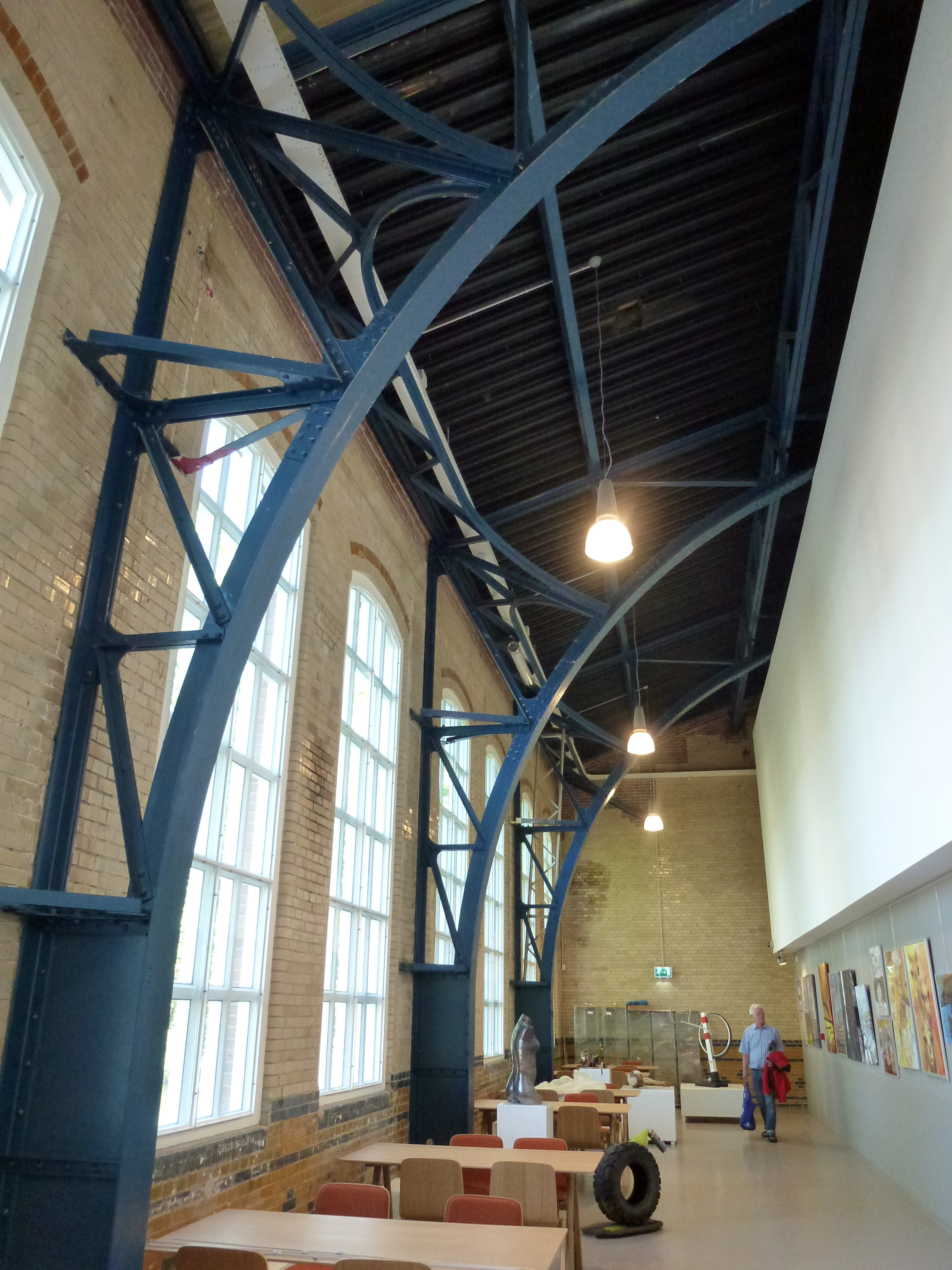
Garenspinnerij na de verbouwing in 2014

De Goudsche Machinale Garenspinnerij was een in 1861 opgericht bedrijf aan de Turfsingel 31 - 34 in de Nederlandse plaats Gouda.

## Geschiedenis
In 1861 namen vijf Goudse (klein)garenfabrikanten het initiatief om aan de Turfsingel in Gouda een garenfabriek te stichten waarbij gebruikgemaakt werd van stoommachines. De fabriek ging daadwerkelijk in 1862 van start en bood werkgelegenheid vanaf het begin aan meer dan honderd werknemers. Tot die groep werknemers behoorden in die beginperiode ook enkele tientallen kinderen. Na 1874, toen de Kinderwetje van Van Houten werd aangenomen, was het verboden om kinderen onder de twaalf jaar te laten werken. Aanvankelijk produceerde het bedrijf halfproducten, maar toen de kleingarenfabriekjes hun productie moesten verlagen vanwege het verlies aan kindarbeid, schakelde het bedrijf over op de fabricage van eindproducten.
De in 1880 benoemde directeur Eldert Kortenoever breidde het bedrijf verder uit met nieuwe stoomketels en -machines. In 1891 werd er een nieuw machinegebouw bij de bestaande fabriek gevoegd. Een gevelsteen uit dit jaar is bewaard gebleven. Ook in 1896 werd het bedrijf verder uitgebreid met een nieuw fabrieksgebouw. De uitbreiding van het bedrijf leverde in de omgeving hinder op, de omwonenden klaagden over het "toewaaien van fabrieksafval en stof uit het hekelhok". In hetzelfde jaar 1896 vond er een grote staking plaats, waarbij 120 mannen en vrouwen het werk gedurende acht dagen neerlegden. Uiteindelijk was de stakingskas ontoereikend om resultaat te kunnen boeken.
In 1901 kwam er een dynamolokaal bij en in 1906 een ijzeren watertoren. Ook in 1908 en in 1913 werd het complex verder uitgebreid met enkele fabrieksgebouwen. Het aantal werknemers nam toe tot ruim 400 in de jaren voor de Tweede Wereldoorlog. In januari 1917 verwoestte een brand een deel van het complex, waarbij in het oude complex de bovenverdiepingen met voorraden en machinerieën verloren ging. Het nieuw gebouwde gedeelte uit 1916 bleef echter gespaard. In 1923 werd er gedurende een periode van veertien weken gestaakt tegen een voorgenomen loonsverlaging. Na bemiddeling door burgemeester Mijs werd de staking beëindigd en gingen de stakers akkoord met loonsverlaging, die geringer was dan aanvankelijk was voorgesteld.
In 1961 verkreeg het bedrijf ter gelegenheid van het honderdjarig bestaan het predicaat Koninklijk. Door mechanisering nam de werkgelegenheid af: van meer dan 500 rond 1950 tot circa driehonderd in 1961. Een jaar eerder was een rayonvezelspinnerij in gebruik genomen, waar machinaal garens voor de pool van tapijten werd gesponnen. 40 tot 45% van de productie was bestemd voor export. Naast de productie van touw, koord en kabels werden ook halffabricaten voor andere bedrijven vervaardigd als brandslangen en zwaar doek en was een nettenweverij aan het bedrijf verbonden. Na de jaren zestig was de bloeitijd van de Goudse garenindustrie voorbij. In 1981 werd het bedrijf verplaatst naar Waddinxveen. De gemeente Gouda kocht het fabriekscomplex in de jaren zeventig van de 20e eeuw en vestigde er een sociaal-cultureel centrum voor de wijk Korte Akkeren. Van het gebouw bleven alleen de buitenmuren behouden, binnen werd het gebouw volledig gesloopt en heringericht. Het Cultuurhuis Garenspinnerij werd op vrijdag 7 maart 2014 officieel geopend door wethouder Daphne Bergman.

## Het gebouw
Al voor de brand was er in 1916 een nieuw fabrieksgebouw met werkhal gebouwd. Het, door de uit Amsterdam afkomstige architect J.W.F. Hartkamp ontworpen gebouw inclusief een directeurswoning, is erkend als een gemeentelijk monument. Het gebouw is vormgegeven in een traditionele bouwstijl uit het begin van de 20e eeuw. In het interieur zijn diverse expressionistische elementen aangebracht, zoals gekleurde tegeltableaus.
In 2014 was het gebouw het decor van de audities van Het Orkest van Nederland, een talentenjacht van RTL 4.